# Natalie Alyn Lind
Natalie Alyn Lind (New York, 21 giugno 2000) è un'attrice statunitense.

## Biografia
Nata il 21 giugno 1999, Natalie è figlia del produttore cinematografico John Lind e dell'attrice Barbara Alyn Woods; è sorella maggiore delle attrici Alyvia Alyn Lind e Emily Alyn Lind.

## Filmografia

### Cinema
- Blood Done Sign My Name, regia di Jeb Stuart (2010)
- Kaboom, regia di Gregg Araki (2010)
- Mockingbird - In diretta dall'inferno, regia di Bryan Bertino (2014)
- Cimitero vivente: le origini (Pet Sematary: Bloodlines), regia di Lindsey Anderson Beer (2023)
- Marked Men - Oltre le regole (Marked Men Rule + Shaw), regia di Nick Cassavetes (2025)

### Televisione
- One Tree Hill – serie TV, episodio 4x07 (2006)
- Army Wives - Conflitti del cuore (Army Wives) – serie TV, episodio 2x12 (2008)
- Flashpoint – serie TV, episodio 3x08 (2010)
- iCarly – serie TV, episodio 4x04 (2010)
- Criminal Minds – serie TV, episodio 6x05 (2010)
- Miracolo a novembre (November Christmas), regia di Robert Harmon – film TV (2010)
- I maghi di Waverly (Wizards of Waverly Place) – serie TV, episodio 4x09 (2011)
- Playdate - Il segreto dietro la porta (Playdate), regia di Andrew C. Erin – film TV (2012)
- Dear Dumb Diary, regia di Kristin Hanggi – film TV (2013)
- The Goldbergs – serie TV, 23 episodi (2013-in corso)
- Murder in the First – serie TV, episodio 2x07 (2015)
- Gotham – serie TV, 7 episodi (2015) – Silver St. Cloud
- Chicago Fire – serie TV, episodio 5x04 (2016)
- The Gifted – serie TV, 29 episodi (2017-)
- Daybreak – serie TV, episodio 1x07 (2019)
- Tell Me a Story – serie TV, 10 episodi (2019-2020)
- Big Sky – serie TV (2020-2021)

## Doppiatrici italiane
Nelle versioni in italiano delle opere in cui ha recitato, Natalie Alyn Lind è stata doppiata da:
- Agnese Marteddu in Gotham
- Vittoria Bartolomei in The Gifted
- Margherita De Risi in Big Sky
- Joy Saltarelli in Tell Me a Story
- Roisin Nicosia in The Goldbergs